# Gottland (kniha)
Gottland (2006) je knižní vydání reportáží polského spisovatele Mariusze Szczygieła zaměřených na českou historii 20. století. V češtině knihu v roce 2007 vydalo nakladatelství Dokořán v překladu Heleny Stachové, od té doby již v mnoha dotiscích.
Některé kapitoly jsou zevrubné popisy událostí, jiné jen krátké několikařádkové glosy.

## Kapitoly
- Ani krok bez Bati – o Tomáši a Janu Antonínovi Baťových a jejich firmě
- Palác Lucerna – o pojmenování Paláce Lucerna
- Jen žena – o Lídě Baarové
- Jak se snášíte s Němci? – o otázce novinářky Mileny Jesenské chalupníkovi od Slaného
- Důkaz lásky – o Stalinově pomníku
- Oběť lásky – dovětek článku o Stalinově pomníku o sebevraždě Otakara Švece
- Paní Neimitace – o neteři Franze Kafky
- Miláček – o Janu Procházkovi
- Lidový koncern – o článcích v bulváru o Heleně Vondráčkové
- Život je chlap – o Martě Kubišové a Golden Kids
- Lepší píár – o dopisu do redakce Respektu o Chartě 77
- Veselé Vánoce! – o jednom kresleném vtipu z Dikobrazu
- Lovec tragédií – o Karlu Fabiánovi
- Kafkárna – o významu slova „kafkárna“
- Film se musí točit – o Jaroslavě Moserové a studentovi Zdeňku Adamcovi
- Proměna – krátká glosa o divadelní inscenaci Proměny v režii Arnošta Goldflama